# ميكي فيرنون
ميكي فيرنون (بالإنجليزية: Mickey Vernon) هو لاعب كرة قاعدة أمريكي، ولد في 22 أبريل 1918 في ماركوس هووك في الولايات المتحدة، وتوفي في 24 سبتمبر 2008 في ميديا في الولايات المتحدة.

## وصلات خارجية
- ميكي فيرنون على موقع دوري كرة القاعدة الرئيسي (الإنجليزية)
- ميكي فيرنون على موقعبيزبول رفرنس.كوم (الدوري الرئيسي) (الإنجليزية)
- ميكي فيرنون على موقعبيزبول رفرنس.كوم (الدوري الثانوي) (الإنجليزية)
- ميكي فيرنون على موقع جمعية أبحاث البيسبول الأمريكية (الإنجليزية)
- ميكي فيرنون على موقع إي إس بي إن.كوم (أم.أل.بي) (الإنجليزية)
- ميكي فيرنون على موقع مشجعي الرسوم البيانية (الإنجليزية)